# Rocky Mount (Virginia)
Rocky Mount város az USA Virginia államában, Franklin megyében, melynek megyeszékhelye is. Lakosainak száma 4903 fő (2020. április 1.).inia
Franklin

## Népesség
A település népességének változása:
| Lakosok száma | 315  | 4066 | 4799 | 4903 |
|               | 1880 | 2000 | 2010 | 2020 |